# 殉教

殉教（じゅんきょう）は、自らの信仰のために命を失ったとみなされる死のこと。キリスト教の歴史でよく用いられる言葉であるが、キリスト教以外の宗教でも見られ、宗教的迫害において命を奪われた場合や、棄教を強制され、それに応じないで死を選ぶ場合など、様々な形の殉教がある。なおキリスト教の一教派である正教会(日本ハリストス正教会)では殉教との語を使わず、致命（ちめい）・致命者の語を用いる。

## ユダヤ教徒
信仰のために死を選んだ最初期の例は古代のユダヤ教にみることができる。もともとユダヤ教は一神教であり、多神教全盛期の古代にあって特異な性質を持つ宗教であったうえに信徒に独特の生活スタイルを要求することから、ギリシャ化されてゆく世界の中で異質な存在として蔑視される傾向があった。
紀元前2世紀、セレウコス朝の王アンティオコス4世がユダヤを統治していた時代、「時代遅れ」のユダヤ教を廃止しようと、ユダヤ人に対してユダヤ教を捨てることが要求された。マカバイ記Ⅱでは、その中で棄教を拒んだ律法学者エレアザル、ある母親と七人の兄弟が拷問のすえに殉教したことが克明に記録され、信仰の模範として賞賛されている。

## キリスト教徒

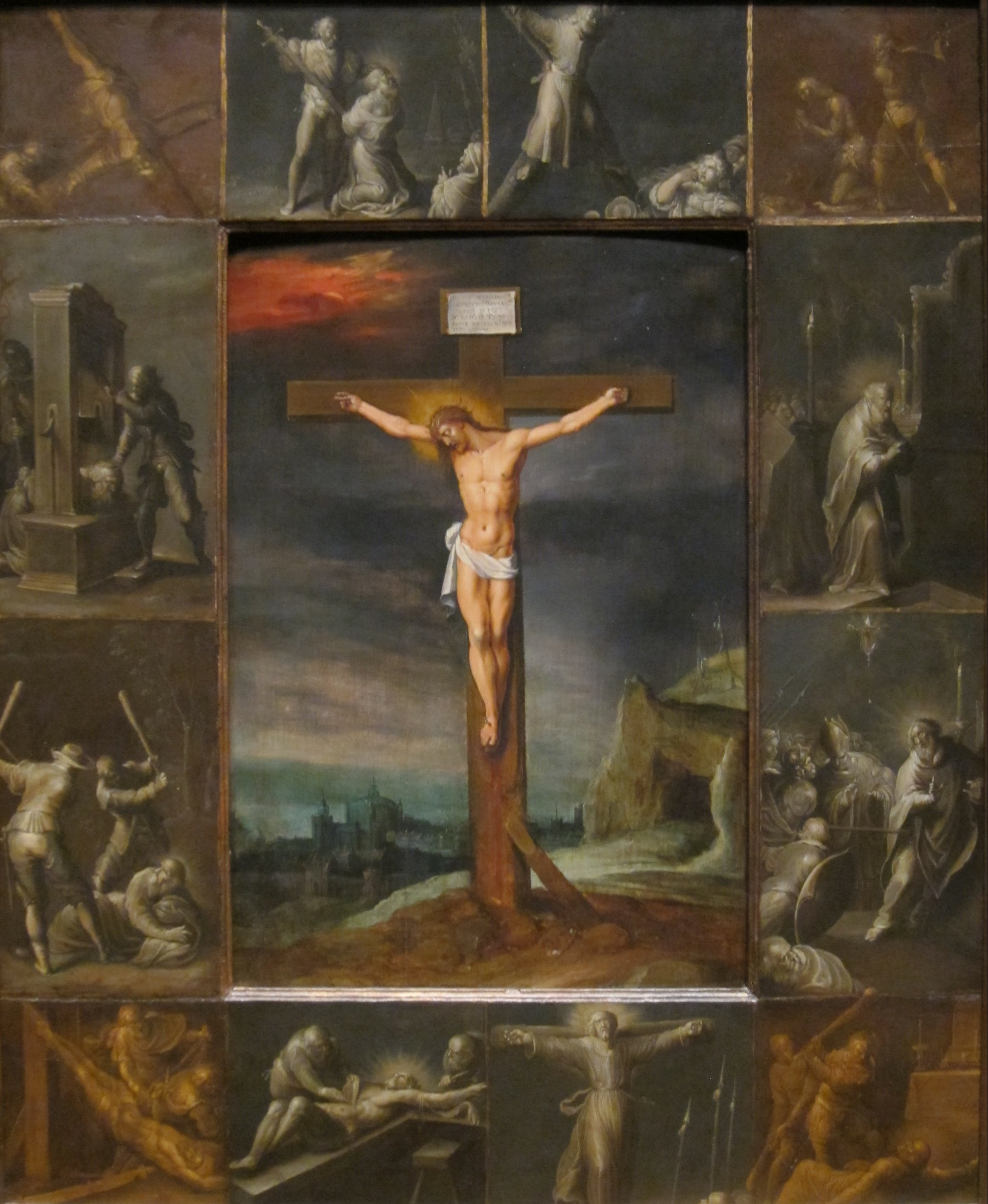
イエスと12使徒の殉教図

歴史的に、キリスト教で使われてきた「殉教」（ギリシア語: μαρτυρία）の語は「証人」という言葉に由来している。すなわち、殉教とみなされるためには、その死がその人の信仰を証していると同時に、人々の信仰を呼び起こすものであるかどうかということが基準とされている。処刑される殉教とともに、迫害と追放を耐えて死ぬこと、信仰のための追放も殉教であるとされている。
キリスト教の最初期の殉教者として新約聖書（使徒行伝・使徒言行録）に登場するのはステファノと使徒ヤコブである。洗礼者ヨハネの死も殉教とみなされるが、伝統的にはイエス・キリストより以前に死んだヨハネではなく、ステファノが「最初の殉教者」といわれる。伝承によると、イエスの十二使徒は（イスカリオテのユダはもちろん例外として）、ヨハネを除くすべてのものが殉教したとされるが、史実の裏づけのあるものは少ない。他の新約聖書の登場人物も、多く殉教の伝説をもつが、これも伝説の域を出ていない。

### ローマ時代
キリスト教は、自分たちの崇める神以外の神を認めない一神教である。これは古来の神々への崇拝を重視するローマ帝国の政策に反していたため、皇帝ネロ以来たびたびキリスト教は弾圧された。五賢帝のうちハドリアヌスやトラヤヌスも、帝国の精神的一体性を強めるため古来の信仰の称揚を図っていた。そのためにキリスト教は抑圧され、流刑など処罰される信徒が多く出た。さらに後期ローマ帝国において皇帝崇拝が強化されると、キリスト教徒への迫害がますます深刻化した。使徒ヨハネの弟子ポリュカルポスは皇帝を拝む偶像崇拝を拒み、火あぶりにされた後に刺し殺されたと伝えられる。
古代末期のディオクレティアヌス帝やデキウス帝は皇帝崇拝を強化し、キリスト教徒を積極的に弾圧した。この時期は大迫害期とも呼ばれ、初期の教皇など同時期の多くの高位聖職者たちも殉教していたとカトリック教会では伝承されている。
ローマ人は皇帝が神だと信じていたわけではなく、皇帝への服従を形式によって示すことを期待していた。ローマの知識人はキリスト教の教義そのものを敵視していたわけではなく、むしろ迷信に惑わされたものとして同情していたが、国の政策に公然と反対するキリスト教徒の強情さは罪に値すると考えていた。
しかし、自らの口から皇帝を神と認める言葉を出すことは、キリスト教徒にとっては信仰への裏切りであり禁忌であった。皇帝崇拝を拒んだキリスト教徒は捕らえられて処刑されることもしばしばあり、こうして殉教した人々を教会は「信仰の証人」として礼賛し、布教のための宣伝材料としてしばしば利用した。
ローマにおいて皇帝崇拝の強制は時折り発動されることにすぎなかったが、初期キリスト教徒にとって迫害は生涯のうちに何度か必ず直面せざるをえないことだった。信仰告白による死の危険を自分がどこまで冒すのか、またそれをどこまで他の信者に要求できるのかは、当時のキリスト教徒にとって深刻な問題であった。キリスト教がコンスタンティヌス大帝によって公認されるとローマ帝国内での迫害・殉教は終息した。

### 殉教者への崇敬
キリスト教教会は、殉教者を、神と人間を仲介できる存在、聖人と位置づけて祈りの対象とした。また聖人の遺体（聖遺物・不朽体）も崇敬の対象となり、病気治しなどの奇跡を起こす力があると考えられ、高額で取引されることもあった。アウグスティヌスは聖人の遺体を商取引にすることを非難する文書を残しているが、聖人崇敬自体は奨励している。そこで、ヨーロッパの民衆にキリスト教が根をおろすと、聖人と聖遺物に対する各地域の「需要」が増えた。その風潮の中で、聖人と聖遺物を増やすために過去の殉教の伝説が誇大に伝えられることがあった。

### 中世から近世における殉教
その後、ヨーロッパ北方への宣教者や改宗者が現地の宗教と衝突して殉教する事件がおきた。ただし殉教は必ずしも非キリスト教地域に固有な現象ではない。中世以降、キリスト教化された地域においても、対立する教派に属する者に殺害され殉教する者(例: ペトルス・マルティヌス)、あるいは時の政権に反対を述べて殉教する者(例：トマス・ベケット、ネポムクのヨハネ、モスクワのフィリップ)が出た。

### 近世以降における殉教
宣教者の活動は破壊を伴う異文化との正面衝突を意味し、そうした点から殉教の機会が増えた。イエズス会等が非キリスト教地域に宣教に乗り出し、その後多くの宗派が世界中に宣教者を送り出すようになると、各地で殉教が生じるようになった。たとえば16世紀に北米地域でネイティブ・アメリカンに殺害されたイエズス会員がいる。
しかし殉教を作るのは殺す側であって殺される側ではない。大規模な殉教は、死刑をもってキリスト教を排除する権力者の政策によるものであった。そういった国々には日本、韓国、ベトナムなどがあった。
日本では、個々の教義や態度が問題にされるのではなく、キリスト教徒であること自体が罪とされた。逮捕された者は、キリスト教を棄教すれば許された。しかし棄教を拒んだキリシタンは国外追放あるいは死刑に処され、しばしば拷問の末に残酷な方法で殺された。こうして、16世紀末から17世紀初めの日本では、イエズス会士など多くの外国人宣教師と日本人信者が殉教した。信仰が極刑にされた背景には、一向一揆との戦いを経験した武将たちが強い信仰に警戒心を抱いていたこと、一部の外国人が日本人を奴隷として売買していたこと、さらに当時の支配者たちがキリスト教宣教師らを植民地化の尖兵ではないかと危険視したことがある。こうした殉教者の中でも、豊臣政権における日本二十六聖人、徳川政権下での聖トマス西と15殉教者はカトリック教会で列聖され、ペトロ岐部と187殉教者は2008年に長崎市で行われた列福式においてカトリック教会の福者に列せられた。この中には、かつて天正遣欧少年使節の一人であった中浦ジュリアンも含まれている。この時代のキリシタン達は、殉教することによってパライソ（天国）へ行き永遠の命を得られるという教えを固く信じていたため、彼らの多くは拷問や処刑を恐れず嬉々として死の運命を受け入れたと伝えられる。2017年には、信仰のために追放されたユスト高山右近が大阪市で行われた列福式においてカトリック教会の福者に列せられた。
宣教師の到来が途絶え、キリスト教徒の活動が表面から消えることで、日本での殉教は少なくなった。しかし完全に絶えたわけではなく、江戸時代を通じて隠れキリシタンの発覚と殉教が散発した。キリスト教徒に対する迫害は、欧米諸国の圧力で明治時代初期に法的には廃止された。
16世紀のヨーロッパにおいても、イギリス国王のヘンリー8世が離婚問題のこじれを発端にしてカトリック教会から離脱し、自分に都合の良い独自の教会を作ることを決意した時、ヘンリー8世の方針に強硬に反対したため処刑されたジョン・フィッシャーとトマス・モアが殉教者と見なされている。

### 近代から現代における殉教
近代から現代にかけても決して殉教とは無縁の時代でなく、その中には殉教者とみなされているものもいる。
李氏朝鮮では18世紀から19世紀にかけて、多くのキリスト教徒が殺害された。また日本でも近世から引き続きキリスト教の弾圧が行われ、時には浦上四番崩れなどの大規模な検挙により多くのキリシタンが犠牲となった。
19世紀末期、アフリカのウガンダでは反キリスト教的な政策によって多くの信徒が命を落とした。
1917年のロシア革命以降、無神論の立場を取るソビエト連邦政府の下でロシア正教会を中心としたキリスト教は弾圧され、多数の信者や聖職者が犠牲となった。聖職者や信者が外国のスパイなどの嫌疑で逮捕され、また多数の者が処刑された。1921年から1923年にかけてだけで、主教28人、妻帯司祭2691人、修道士1962人、修道女3447人、其の他信徒多数が処刑されたとする文献もある。救世主ハリストス大聖堂をはじめとする多くの大聖堂もダイナマイト爆破されていった。こうした共産主義による教会弾圧は旧ソ連に限らず共産主義諸国各地でみられ、特にアルバニア正教会における弾圧は熾烈を極めた。信仰の自由が回復された1990年代で、生き残った司祭はアルバニア全土で22人しか居なかったとされる。
メキシコにおいても20世紀初頭、政府の迫害によってキリスト教徒や聖職者が殺害された。
1930年代にはスペイン内戦でもカトリック教会が迫害され、多くの聖職者や信徒が殺害された。彼らのうち233人が殉教者として2001年に列福されている。
1940年代のナチス・ドイツの強制収容所で命を落としたポーランド人、ユダヤ人（キリスト教徒）などのある人々も殉教者とみなされ、列福されている。その中でもっとも有名なのがマキシミリアノ・コルベ神父である。
日本においてのキリスト教殉教者には、神社参拝拒否事件の朱基徹牧師、ホーリネス弾圧事件の小山宗祐牧師補、菅野鋭牧師、小出朋治牧師、斉藤保太郎牧師、辻啓蔵牧師、竹入高牧師、池田長十郎牧師、佐野明治牧師らがいる。
また、1989年には内戦中のエルサルバドルで司祭というだけの理由で六人のイエズス会員が殺害され、世界に衝撃を与えた。

### キリスト教における主な殉教者（致命者）
- ステファノ（1世紀前半、エルサレム）
- 使徒ペトロ（1世紀、伝承によればローマ）
- 使徒パウロ（1世紀、伝承によればローマ）
- アグネス（3世紀？、ローマ）
- ヴァレンタイン（3世紀、実在性には疑問も、ローマ）
- ブラジオ（3世紀、アルメニア）
- カヌート4世（11世紀、デンマーク）
- 日本二十六聖人（16世紀、日本）
- カロロ・ルワンガ（19世紀、ウガンダ）
- アンデレ・ドゥン・ラク（19世紀、ベトナム）
- 津和野における殉教者（19世紀、日本）
- アンドロニク・ニコリスキイ（20世紀、ロシア、神品致命者）
- マキシミリアノ・コルベ（20世紀、ポーランド）
- エーディト・シュタイン（20世紀、ドイツ）
- ディートリヒ・ボンヘッファー（20世紀、ドイツ）
- オスカル・ロメロ（20世紀、エルサルバドル）

## イスラム教徒
コーランではジハード(聖戦)で死んだものは殉教者(シャヒード)であり天国への道が約束されるとされる。穏健派もあり必ずしも一様ではないが2001年、アルカーイダによるアメリカ同時多発テロ事件をきっかけにイスラム過激派、あるいはイスラム原理主義の内在するそのような見方が問題にされるようになった。
しかしながら、内乱や紛争を抱える地域を中心に、殉教がムスリムの義務であり年齢は関係ないとして、成人ばかりか少年少女までもが自爆攻撃を選ぶ事例がある。

## 仏教の殉教

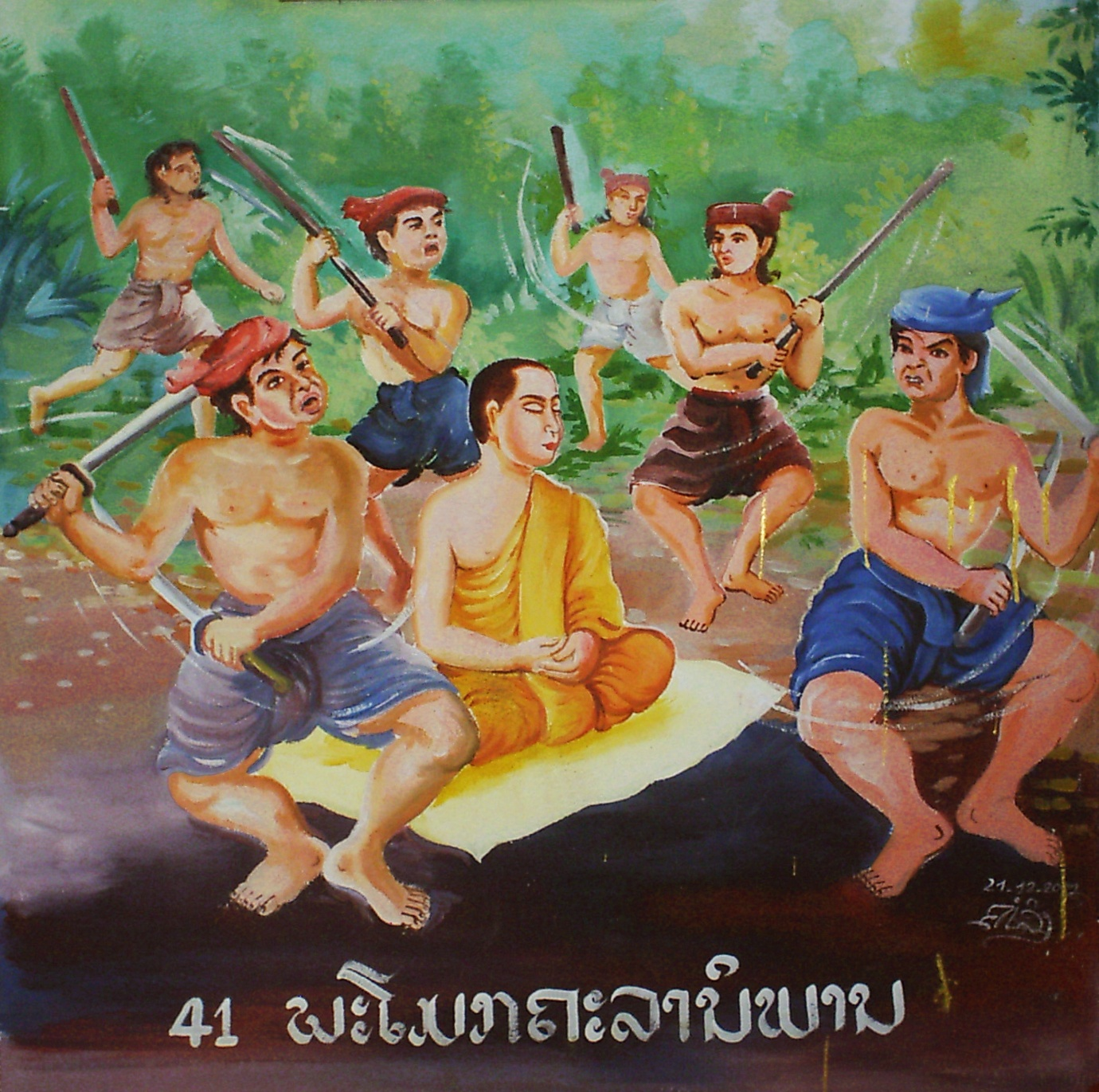
竹杖外道に襲われる目連

仏教では釈迦の到達したとされる涅槃の原語ニルヴァーナ(nirvana)が「吹き消された状態」を意味するため、「煩悩が吹き消された状態」→「(煩悩が宿るところの)生命の火が吹き消された状態」すなわち「身体の死」(無余涅槃)こそ悟り・解脱であるとする立場が現れた。その立場に立って苦行を行い、自ら死に臨んだ僧達も一種の殉教者と言えるであろう。日本では即身仏、補陀洛渡海の例が知られる。
現代でも、抗議して焼身自殺する仏教僧侶は散発的に現れる。ベトナム戦争の際蓮華座を保ったまま堂々と焼身自殺したティック・クアン・ドックなどはその一例である。